# جوستين ريتشاردز
جوستين ريتشاردز (بالإنجليزية: Justin Richards) (16 أكتوبر 1980 بساندويل في المملكة المتحدة - ) هو لاعب كرة قدم بريطاني في مركز الهجوم. شارك مع منتخب إنجلترا لكرة القدم C ‏. أما مع النوادي، فقد لعب مع أكسفورد يونايتد وبورت فايل وستيفيناغ بوروه وكولتشستر يونايتد ونادي بريستول روفيرز ونادي بيتربورو يونايتد ونادي بيرتن ألبيون ووست بروميتش ألبيون وSutton Coldfield Town F.C. ‏ ونادي كيدرمينستر هاريرز لكرة القدم ونادي تاموورث ونادي وكينغ ونادي ستوربريدج ونادي تشيلتنهام تاون لكرة القدم وغرايز أتلاتيك ‏ ونادي بوسطن يونايتد.

## وصلات خارجية
- جوستين ريتشاردز على موقع قاعدة بيانات كرة القدم.إي يو (الإنجليزية)
- جوستين ريتشاردز على موقع Soccerbase.com (لاعب) (الإنجليزية)